# Ortwin Gratius
Ortwin Gratius, född omkring 1481, död 1542, var en tysk skolastisk teolog.
Gratius var professor i latin i Köln och motståndare till humanisterna. Som sin främste motståndare såg han Johann Reuchlin, vilken hånade Gratius i Epistolæ obscurorum virorum, varpå Gratius svarade med Lamentationes obscurorum virorum (1518).